# Улрих Бранд
Улрих Бранд (15. април 1967) је немачки политиколог. Од септембра 2007. ради као професор међународне политике на Универзитету у Бечу.

## Биографија
Рођен је 15. априла 1967. у Мајнау. Године 1989. дипломирао је на студијама пословне администрације са специјализацијом из области туризма у Равензбургу. Између 1989. и 1996. студирао је политикологију на Гетеов универзитету у Франкфурту и на Универзитету у Белграну, као и на Универзитету у Буенос Ајресу. Године 2000. завршио је докторат политичких наука на Гетеов универзитету. Између 2001. и 2007. радио је као доцент на Универзитету у Каселу. Године 2006. квалификовао се за хабилитацију, као универзитетски предавач са тезом Die politische Form der Globalisierung. 
Од 2011. је ко-уредник Blätter für deutsche und internationale Politik, месечника о актуелним политичким и економским питањима који се објављује у Немачкој. Такође је суоснивач и члан Assoziation für kritische Gesellschaftsforschung. Члан је сталне радне групе Alternatives to Development која постоји од 2011. и састају се једном годишње.
Између 2012. и 2014. био је шеф одељења за политичке науке на Универзитету у Бечу, а између 2016. и 2018. заменик шефа одељења. Између 2011. и 2013. године био је директор Interdisciplinary Latin American Studies. Тренутно је директор мастер студијског програма Global Political Economy of Sustainable Development који је започео на пролеће 2018.

## Истраживање
Главни истраживачки интереси су криза либералне глобализације и интернационализација државе, (глобалне) социјално-еколошке теме попут политике ресурса и зелене економије, критичне државе и студије управљања Латинске Америке. Његов теоријски рад део је расправа о теорији критичног стања и хегемоније (Антонио Грамши, Никос Пуланцас), теорији регулације и политичкој екологији. Недавно је водио истраживачки пројекат о синдикатима и социјално-еколошкој трансформацији.
Заједно са Маркусом Висеном представио је концепт „империјалног начина живота”. Овај концепт се односи на доминантне обрасце производње, дистрибуције и потрошње који су дубоко укорењени у свакодневној пракси горњих и средњих класа глобалног севера, а све више и у земљама у успону глобалног југа. Концепт покушава да одговори на питање како је специфични начин живота на глобалном северу проузроковао различите кризне појаве, али је истовремено глобално атрактиван.
У време „вишеструких криза” царски начин живота доприноси обезбеђивању социјалне стабилности на глобалном северу. Негативне последице криза, посебно у еколошком погледу, још нису уочљиве, осим временских екстрема. Истовремено, царски начин живота пружа хегемонистичку оријентацију у многим друштвима глобалног југа. Осим тога, Бранд и Висен истражују могућност алтернативног, „солидарног” начина живота који се појавио, на пример, у борбама за енергетску демократију или прехрамбену сувереност и отвара пут за темељну социо-еколошку трансформацију.

## Књиге
- Alberto Acosta and Ulrich Brand: Radikale Alternativen. Warum man den Kapitalismus nur mit vereinten Kräften überwinden kann. Oekom, München (2018)  978-3-96238-014-4.
- Ulrich Brand and Markus Wissen: Imperiale Lebensweise. Zur Ausbeutung von Mensch und Natur in Zeiten des globalen Kapitalismus. Oekom, München (2017)  978-3-96006-843-3.
- Ulrich Brand and Helen Schwenken and Joscha Wullweber (Eds.): Globalisierung analysieren, kritisieren und verändern.Das Projekt Kritische Wissenschaft. VSA, Hamburg (2016)  978-3-89965-724-1.
- Lateinamerikas Linke. Ende des progressiven Zyklus? Eine Flugschrift. VSA, Hamburg (2016)  978-3-89965-700-5.
- Ulrich Brand and Roland Atzmüller, Joachim Becker, Lukas Oberndorfer, Vanessa Redak and Thomas Sablowski (Eds.): Fit für die Krise? Perspektiven der Regulationstheorie. Westfälisches Dampfboot, Münster (2013)  978-3-89691-925-0.
- Ulrich Brand and Bettina Lösch, Benjamin Opratko and Stefan Thimmel (Eds.): ABC der Alternativen 2.0. VSA, Hamburg (2012)  978-3-89965-500-1.
- Ulrich Brand and Isabell Radhuber and Almut Schilling-Vacaflor (Eds.): Plurinationale Demokration. Gesellschaftliche und staatliche Transformation in Bolivien. Westfälisches Dampfboot, Münster (2012)  978-3-89691-893-2.
- Ulrich Brand and Michael Löwy (Eds.): Globalisation et Crise Écologique. Une critique de l'économie politique par des écologistes allemands. Editions L'Harmattan, Paris 2012.
- Post-Neoliberalismus?: Aktuelle Konflikte und gegenhegemoniale Strategien. VSA, Hamburg (2011)  978-3-89965-424-0.
- Ulrich Brand and Eva Hartmann and Caren Kunze (Eds.): Globalisierung, Macht und Hegemonie: Perspektiven einer kritischen Internationalen Politischen Ökonomie. Westfälisches Dampfboot, Münster (2009)  978-3-89691-757-7.
- Globale Umweltpolitik und Internationalisierung des Staates: Biodiversitätspolitik aus strategisch-relationaler Perspektive. Westfälisches Dampfboot, Münster (2009)  978-3-89691-768-3.Gegen-Hegemonie. Perspektiven globalisierungskritischer Strategien. VSA, Hamburg (2005)  3-89965-116-2.
- Ulrich Brand and Christoph Görg, Karin Blank, Joachim Hirsch and Markus Wissen: Postfordistische Naturverhältnisse. Westfälisches Dampfboot, Münster (2003)  3-89691-540-1.
- Ulrich Brand and Werner Raza (Eds.): Fit für den Postfordismus? Theoretisch-politische Perspektiven des Regulationsansatzes. Westfälisches Dampfboot, Münster (2003)  3-89691-529-0.
- Ulrich Brand and Christoph Görg (Eds.): Mythen globalen Umweltmanagements. Rio + 10 und die Sackgassen "nachhaltiger Entwicklung". Westfälisches Dampfboot, Münster (2002)  3-89691-596-7 (Einsprüche 13).
- Ulrich Brand and Alex Demirović, Christoph Görg and Joachim Hirsch: Nichtregierungsorganisationen in der Transformation des Staates. Westfälisches Dampfboot, Münster (2001)  3-89691-493-6.
- Ulrich Brand and Achim Brunnengräber and Lutz Schrader: Global Governance. Alternative zur neoliberalen Globalisierung? Westfälisches Dampfboot, Münster (2000)  3-89691-471-5.
- Nichtregierungsorganisationen, Staat und ökologische Krise. Konturen kritischer NRO-Forschung. Das Beispiel der biologischen Vielfalt. Westfälisches Dampfboot, Münster (2000)  3-89691-473-1.
- Ulrich Brand and Ana E. Cecena (Eds.): Reflexionen einer Rebellion. "Chiapas" und ein anderes Politikverständnis. 2. Auflage. Westfälisches Dampfboot, Münster (2000)  3-89691-460-X.

## Недавно објављени чланци
- Görg, Christoph; Brand, Ulrich; Haberl, Helmut; Hummel, Diana; Jahn, Thomas; Liehr, Stefan (2017). „Challenges for Social-Ecological Transformations: Contributions from Social and Political Ecology”. Sustainability. 9 (7): 1045. doi:10.3390/su9071045 .
- Brand, Ulrich/Boos, Tobias/Brad, Alina (2017): Degrowth and Post-Extractivism: Two Debates with Suggestions for the Inclusive Development Framework. In: Current Opinion in Environmental Sustainability 24, February, 36–41; doi.org/10.1016/j.cosust.2017.01.007
- Brand, Ulrich/Wissen, Markus (2017): The Imperial Mode of Living. In: Spash, Clive (ed.): Routledge Handbook of Ecological Economics: Nature and Society. London: Routledge, 152–161.
- Brand, Ulrich/Wissen, Markus (2017): Social-Ecological Transformation. In: Noel Castree, Michael Goodchild, Weidong Liu, Audrey Kobayashi, Richard Marston, Douglas Richardson (eds.): International Encyclopedia of Geography. People, the Earth, Environment, and Technology. Hoboken: Wiley-Blackwell/Association of American Geographers (forthcoming).
- Brand, Ulrich (2016). „How to Get Out of the Multiple Crisis? Contours of a Critical Theory of Social-Ecological Transformation”. Environmental Values. 25 (5): 503—525. S2CID 157390785. doi:10.3197/096327116X14703858759017.
- Brand, Ulrich/Dietz, Kristina/Lang, Miriam (2016): Neo-Extractivism in Latin America – one side of a new phase of global capitalist dynamics In. Revista de Ciencia Política (Bogotá) 11(21), 125–159.
- Brand, Ulrich (2016): Post-Fordist Hybridization. A historical-materialist Approach to two modes of state transformation. In: Hurt, Shelley/Lipschutz, Ronnie (eds.): Hybrid Rule and State Formation: Public-Private Power in the 21st Century. London: Routledge, RIPE SERIES, 79–97.
- Brand, Ulrich (2016). „"Transformation" as a New Critical Orthodoxy: The Strategic Use of the Term "Transformation" Does Not Prevent Multiple Crises”. Gaia - Ecological Perspectives for Science and Society. 25: 23—27. doi:10.14512/gaia.25.1.7.; Award: Second best paper of the journal in 2016
- Brand, Ulrich (2016): Post-neoliberalism. In: Springer, Simon/Birch, Kean/MacLeavy, Julie (eds.):  Handbook of Neoliberalism. London: Routledge, 569–577.
- Brand, Ulrich (2016). „Green Economy, Green Capitalism and the Imperial Mode of Living: Limits to a Prominent Strategy, Contours of a Possible New Capitalist Formation”. Fudan Journal of the Humanities and Social Sciences. 9: 107—121. S2CID 256404309. doi:10.1007/s40647-015-0095-6.
- Brand, Ulrich/Lang, Miriam (2015): Entry “Green Economy”. In: Pattberg, Philipp/Zelli, Fariborz (eds.): Encyclopedia of Global Environmental Politics and Governance. Cheltenham/Northampton: Edward Elgar, 461–469.
- Bieling, Hans-Jürgen/Brand, Ulrich (2015): Competitiveness or Emancipation? Rethinking Regulation and (Counter-)Hegemony in Times of Capitalist Crisis. In: Westra, Richard/Badeen, Denis/Albritton, Robert (eds.): The Future of Capitalism After the Financial Crisis: The Varieties of Capitalism Debate in the Age of Austerity. London: Routlegde: Frontiers of Political Economy Series, 184–204.